# 国内排出権取引
国内排出権取引（こくないはいしゅつけんとりひき、英語: carbon credit）とは、CO2等を排出する権利を、当該国内市場内で売買する制度。アメリカ合衆国のSOx排出量取引制度が全体のSOx排出量の削減に効果をあげたことから、他の有害ガスの削減に対して有望視されるようになった、経済的削減手法。
京都メカニズムの排出量取引は、これを国際市場で運用しようとするもの。日本の国内法においては 温暖化対策推進法第2条第7項に基づく「算定割当量」に該当する。